# Jan Reehorst
Jan Reehorst (Róterdam, 21 de marzo de 1923 – Haarlem, 4 de junio de 2024) fue un político neerlandés.

## Vida y carrera
Reehorst se unió al Partido Laborista en 1946. Desde 1953 hasta 1973, fue miembro del consejo municipal de Rotterdam. Entre 1956 y 1967, también fue miembro de la Cámara de Representantes de los Países Bajos. En 1973, se convirtió en alcalde de Velsen y de 1977 a 1984 fue alcalde de Haarlem.
En 2013, recibió el premio "Willem Drees-penning" por sus 65 años de membresía continua en el Partido Laborista. En 2016, la labor de Reehorst como alcalde de Haarlem fue destacada en una exposición sobre los alcaldes de Haarlem en el Museo Haarlem, que también incluyó a exalcaldes como Elisabeth Schmitz, Jaap Pop y Bernt Schneiders.
Reehorst alcanzó los cien años en marzo de 2023 y falleció en Haarlem el 4 de junio de 2024, a la edad de 101 años.